# Pouteria dominigensis
Pouteria dominigensis är en tvåhjärtbladig växtart som först beskrevs av Carl Friedrich von Gärtner, och fick sitt nu gällande namn av Charles Baehni. Pouteria dominigensis ingår i släktet Pouteria och familjen Sapotaceae.

## Underarter
Arten delas in i följande underarter:
- P. d. cuprea
- P. d. dominigensis